# Riina (Vorname)
Riina ist ein weiblicher Vorname.

## Herkunft und Bedeutung
Der Name ist die finnische und estnische Kurzform von Katariina.

## Bekannte Namensträgerinnen
- Riina Ruth Kionka (* 1960), Hauptberaterin für Außenpolitik im Kabinett von Donald Tusk
- Riina Sikkut (* 1983), estnische Politikerin
- Riina Valgmaa (* 1952), estnische Badmintonspielerin